# Бокс на літніх Олімпійських іграх 2016 — кваліфікація
Кваліфікація на турнір з боксу на літніх Олімпійських іграх 2016 проходила на основі світових рейтингів APB і WSB, кваліфікаційного турніру APB і WSB 2016, чемпіонату світу 2015 і континентальних кваліфікаційних турнірів.

## Країни, що кваліфікувалися
| НОК                                    | Чоловіки | Чоловіки | Чоловіки | Чоловіки | Чоловіки | Чоловіки | Чоловіки | Чоловіки | Чоловіки | Чоловіки | Жінки | Жінки | Жінки | Загалом |
| НОК                                    | 49       | 52       | 56       | 60       | 64       | 69       | 75       | 81       | 91       | +91      | 51    | 60    | 75    | Загалом |
| -------------------------------------- | -------- | -------- | -------- | -------- | -------- | -------- | -------- | -------- | -------- | -------- | ----- | ----- | ----- | ------- |
| Алжир (ALG)                            |          | X        | X        | X        | X        | X        | X        | X        | X        |          |       |       |       | 8       |
| Аргентина (ARG)                        | X        | X        | X        | X        | X        | X        |          |          | X        |          |       |       |       | 7       |
| Вірменія (ARM)                         | X        | X        | X        |          | X        | X        |          |          |          |          |       |       |       | 5       |
| Австралія (AUS)                        |          |          |          |          |          |          | X        |          | X        |          |       | X     |       | 3       |
| Азербайджан (AZE)                      | X        | X        | X        | X        | X        | X        | X        | X        | X        | X        |       | X     |       | 11      |
| Білорусь (BLR)                         |          |          | X        |          |          | X        |          | X        |          |          |       |       |       | 3       |
| Бразилія (BRA)                         | X        | X        | X        | X        | X        |          |          | X        | X        |          |       | X     | X     | 9       |
| Болгарія (BUL)                         |          | X        |          |          |          | X        |          |          |          |          | X     |       |       | 3       |
| Камерун (CMR)                          | X        |          |          |          | X        |          | X        | X        |          |          |       |       |       | 4       |
| Канада (CAN)                           |          |          |          |          | X        |          |          |          |          |          | X     |       | X     | 3       |
| Кабо-Верде (CPV)                       |          |          |          |          |          |          |          |          |          | X        |       |       |       | 1       |
| Центральноафриканська Республіка (CAF) |          |          |          |          |          |          |          |          |          |          | X     |       |       | 1       |
| Китай (CHN)                            | X        | X        | X        | X        | X        | X        | X        |          | X        |          | X     | X     | X     | 11      |
| Колумбія (COL)                         | X        | X        |          |          |          |          | X        | X        |          |          | X     |       |       | 5       |
| Хорватія (CRO)                         |          |          |          |          |          |          |          | X        |          | X        |       |       |       | 2       |
| Куба (CUB)                             | X        | X        | X        | X        | X        | X        | X        | X        | X        | X        |       |       |       | 10      |
| Домініканська Республіка (DOM)         |          | X        | X        |          |          |          |          |          |          |          |       |       |       | 2       |
| Еквадор (ECU)                          | X        |          |          |          |          |          | X        | X        |          |          |       |       |       | 3       |
| Єгипет (EGY)                           |          |          |          | X        |          | X        | X        | X        |          |          |       |       |       | 4       |
| Федеративні Штати Мікронезії (FSM)     |          |          |          |          |          |          |          |          |          |          |       | X     |       | 1       |
| Фінляндія (FIN)                        |          |          |          |          |          |          |          |          |          |          |       | X     |       | 1       |
| Франція (FRA)                          |          | X        | X        | X        | X        | X        | X        | X        | X        | X        | X     | X     |       | 11      |
| Німеччина (GER)                        |          | X        |          |          | X        | X        |          | X        | X        | X        |       |       |       | 6       |
| Гана (GHA)                             |          |          | X        |          |          |          |          |          |          |          |       |       |       | 1       |
| Велика Британія (GBR)                  | X        | X        | X        | X        | X        | X        | X        | X        | X        | X        | X     |       | X     | 12      |
| Гаїті (HAI)                            |          |          |          |          | X        |          |          |          |          |          |       |       |       | 1       |
| Гондурас (HON)                         |          |          |          | X        |          |          |          |          |          |          |       |       |       | 1       |
| Угорщина (HUN)                         |          |          |          |          |          | X        | X        |          |          |          |       |       |       | 2       |
| Індія (IND)                            |          |          | X        |          | X        |          | X        |          |          |          |       |       |       | 3       |
| Іран (IRI)                             |          |          |          |          |          |          |          | X        |          |          |       |       |       | 1       |
| Ірак (IRQ)                             |          |          |          |          |          |          | X        |          |          |          |       |       |       | 1       |
| Ірландія (IRL)                         | X        | X        | X        | X        |          | X        | X        | X        |          |          |       | X     |       | 8       |
| Італія (ITA)                           | X        |          |          | X        |          | X        |          | X        | X        | X        |       | X     |       | 7       |
| Японія (JPN)                           |          |          | X        | X        |          |          |          |          |          |          |       |       |       | 2       |
| Йорданія (JOR)                         |          |          |          |          |          |          |          |          |          | X        |       |       |       | 1       |
| Казахстан (KAZ)                        | X        | X        | X        | X        | X        | X        | X        | X        | X        | X        | X     |       | X     | 12      |
| Кенія (KEN)                            | X        |          | X        |          |          | X        |          |          |          |          |       |       |       | 3       |
| Киргизстан (KGZ)                       |          |          |          |          |          |          |          | X        |          |          |       |       |       | 1       |
| Лесото (LES)                           |          | X        | X        |          |          |          |          |          |          |          |       |       |       | 2       |
| Литва (LTU)                            |          |          |          |          | X        | X        |          |          |          |          |       |       |       | 2       |
| Маврикій (MRI)                         |          |          |          |          |          |          | X        |          | X        |          |       |       |       | 2       |
| Мексика (MEX)                          | X        | X        |          | X        | X        | X        | X        |          |          |          |       |       |       | 6       |
| Монголія (MGL)                         | X        | X        | X        | X        | X        | X        |          |          |          |          |       |       |       | 6       |
| Марокко (MAR)                          |          | X        | X        |          | X        | X        | X        | X        |          | X        | X     | X     | X     | 10      |
| Намібія (NAM)                          | X        |          |          |          | X        |          |          |          |          |          |       |       |       | 2       |
| Нідерланди (NED)                       |          |          |          | X        |          |          |          | X        |          |          |       |       | X     | 3       |
| Нігерія (NGR)                          |          |          |          |          |          |          |          |          |          | X        |       |       |       | 1       |
| Панама (PAN)                           |          |          |          |          |          |          |          |          |          |          |       |       | X     | 1       |
| Філіппіни (PHI)                        | X        |          |          | X        |          |          |          |          |          |          |       |       |       | 2       |
| Польща (POL)                           |          |          |          |          |          |          | X        |          | X        |          |       |       |       | 2       |
| Пуерто-Рико (PUR)                      |          | X        |          |          |          |          |          |          |          |          |       |       |       | 1       |
| Катар (QAT)                            |          |          |          | X        | X        |          |          |          |          |          |       |       |       | 2       |
| Румунія (ROU)                          |          |          |          |          |          |          |          |          |          | X        |       |       |       | 1       |
| Росія (RUS)                            | X        | X        | X        | X        | X        | X        | X        | X        | X        |          |       | X     | X     | 11      |
| Сейшельські Острови (SEY)              |          |          |          | X        |          |          |          |          |          |          |       |       |       | 1       |
| Іспанія (ESP)                          | X        |          |          |          |          | X        |          |          |          |          |       |       |       | 2       |
| Швеція (SWE)                           |          |          |          |          |          |          |          |          |          |          |       |       | X     | 1       |
| Китайський Тайбей (TPE)                |          |          |          | X        |          |          |          |          |          |          |       |       | X     | 2       |
| Таджикистан (TJK)                      |          |          |          | X        |          |          |          |          |          |          |       |       |       | 1       |
| Таїланд (THA)                          |          |          | X        | X        | X        | X        |          |          |          |          | X     |       |       | 5       |
| Тринідад і Тобаго (TTO)                |          |          |          |          |          |          |          |          |          | X        |       |       |       | 1       |
| Туніс (TUN)                            |          |          | X        |          |          |          |          |          | X        |          |       |       |       | 2       |
| Туреччина (TUR)                        |          | X        |          |          | X        | X        |          | X        |          | X        |       |       |       | 5       |
| Туркменістан (TKM)                     |          |          |          |          |          |          | X        |          |          |          |       |       |       | 1       |
| Уганда (UGA)                           |          | X        |          |          |          |          |          | X        |          |          |       |       |       | 2       |
| Україна (UKR)                          |          |          | X        |          | X        |          | X        | X        |          |          | X     |       |       | 5       |
| США (USA)                              | X        | X        | X        | X        | X        |          | X        |          |          |          |       | X     | X     | 8       |
| Узбекистан (UZB)                       | X        | X        | X        | X        | X        | X        | X        | X        | X        | X        | X     |       |       | 11      |
| Венесуела (VEN)                        |          | X        | X        | X        | X        | X        | X        | X        |          | X        |       |       |       | 8       |
| Американські Віргінські Острови (ISV)  |          |          |          |          |          |          |          |          |          | X        |       |       |       | 1       |
| Загалом: 69 НОК                        | 22       | 26       | 27       | 27       | 27       | 27       | 26       | 26       | 17       | 18       | 12    | 12    | 12    | 279     |

## Строки змагань
| Змагання                                           | Строки                           | Місце        |
| -------------------------------------------------- | -------------------------------- | ------------ |
| Особистий рейтинг Міжнародної асоціації боксу AIBA | 24 жовтня 2014 – 19 вересня 2015 | Різні міста  |
| Рейтинг Світової серії боксу (WSB)                 | 15 січня – 13 червня 2015        | Різні міста  |
| Чемпіонат світу з боксу 2015                       | 5–15 жовтня 2015                 | Доха         |
| Американський кваліфікаційний турнір               | 11–19 березня 2016               | Буенос-Айрес |
| Африканський кваліфікаційний турнір                | 11–19 березня 2016               | Яунде        |
| Азійський і океанський кваліфікаційний турнір      | 25 березня – 2 квітня 2016       | Цяньань      |
| Європейський кваліфікаційний турнір                | 9–17 квітня 2016                 | Самсун       |
| Чемпіонат світу з боксу серед жінок 2016           | 19–27 травня 2016                | Астана       |
| Світовий кваліфікаційний турнір AIBA 2016          | 16–25 червня 2016                | Баку         |
| Олімпійський кваліфікаційний турнір APB і WSB 2016 | 3–8 липня 2016                   | Варгас       |

## Чоловіки
Олімпійська кваліфікаційна система за континентом і ваговою категорією.
| Вага    | Рейтинг WSB | Рейтинг APB | ЧС 2015 | Континентальні кваліфікаційні турніри | Континентальні кваліфікаційні турніри | Континентальні кваліфікаційні турніри | Континентальні кваліфікаційні турніри | APB і WSB 2016 | AOB 2016 | Країна- господарка | TCI Місце | Загальна квота |
| Вага    | Рейтинг WSB | Рейтинг APB | ЧС 2015 | Африка                                | Америка                               | Аз і Ок                               | Європа                                | APB і WSB 2016 | AOB 2016 | Країна- господарка | TCI Місце | Загальна квота |
| ------- | ----------- | ----------- | ------- | ------------------------------------- | ------------------------------------- | ------------------------------------- | ------------------------------------- | -------------- | -------- | ------------------ | --------- | -------------- |
| 49 кг   | 1           | 2           | 2       | 3                                     | 2                                     | 3                                     | 3                                     | 3              | 2        | 1                  | 0         | 22             |
| 52 кг   | 2           | 2           | 2       | 3                                     | 2                                     | 3                                     | 3                                     | 3              | 5        | 1                  | 0         | 26             |
| 56 кг   | 2           | 2           | 3       | 3                                     | 2                                     | 3                                     | 3                                     | 3              | 5        | 1                  | 1         | 28             |
| 60 кг   | 2           | 2           | 3       | 3                                     | 3                                     | 3                                     | 3                                     | 3              | 5        | 0                  | 1         | 28             |
| 64 кг   | 2           | 2           | 3       | 3                                     | 2                                     | 3                                     | 3                                     | 3              | 5        | 1                  | 1         | 28             |
| 69 кг   | 2           | 2           | 3       | 3                                     | 3                                     | 3                                     | 3                                     | 3              | 5        | 0                  | 1         | 28             |
| 75 кг   | 2           | 2           | 3       | 3                                     | 3                                     | 3                                     | 3                                     | 3              | 5        | 0                  | 1         | 28             |
| 81 кг   | 2           | 2           | 2       | 3                                     | 2                                     | 3                                     | 3                                     | 3              | 5        | 1                  | 0         | 26             |
| 91 кг   | 1           | 2           | 1       | 3                                     | 3                                     | 3                                     | 3                                     | 1              | 1        | 0                  | 0         | 18             |
| +91 кг  | 1           | 2           | 1       | 3                                     | 3                                     | 3                                     | 3                                     | 1              | 1        | 0                  | 0         | 18             |
| Загалом | 17          | 20          | 23      | 30                                    | 25*                                   | 30                                    | 30                                    | 26             | 39       | 5                  | 5         | 250            |

* Кількість квот для Америки враховує 5 забраних квот для країни-господарки.

### Перша найлегша вага (49 кг)
| Змагання                                      | Місце | Боксери, що кваліфікувались                                           |
| --------------------------------------------- | ----- | --------------------------------------------------------------------- |
| Команда-господарка                            | 1     | Патрік Лоуренсо (BRA)                                                 |
| Особистий рейтинг WSB                         | 1     | Педді Барнс (IRL)                                                     |
| Особистий рейтинг AIBA                        | 2     | Лу Бін (CHN) Біржан Жакипов (KAZ)                                     |
| Чемпіонат світу з боксу 2015                  | 2     | Василь Єгоров (RUS) Хоаніс Архілагос (CUB)                            |
| Африканський кваліфікаційний турнір           | 3     | Сімпліс Фотсала (CMR) Матіас Амуньєла (NAM) Пітер Мунгай Варуй (KEN)  |
| Американський кваліфікаційний турнір          | 2     | Юберхен Мартінес (COL) Ніко Ернандес (USA)                            |
| Азійський і океанський кваліфікаційний турнір | 3     | Рохен Ладон (PHI) Хасанбой Дусматов (UZB) Ганхуягийн Ган-Ердене (MGL) |
| Європейський кваліфікаційний турнір           | 3     | Артур Оганесян (ARM) Галал Яфай (GBR) Мануель Каппаї (ITA)            |
| Світовий кваліфікаційний турнір AIBA 2016     | 2     | Самуель Кармона (ESP) Руфат Гусейнов (AZE)                            |
| Олімпійська кваліфікація APB і WSB 2016       | 3     | Карлос Кіпо (ECU) Хоселіто Веласкес (MEX) Леандро Бланк (ARG)         |
| Загалом                                       | 22    |                                                                       |

### Найлегша вага (52 кг)
| Змагання                                      | Місце | Боксери, що кваліфікувались                                                                            |
| --------------------------------------------- | ----- | --- |
| Команда-господарка                            | 1     | Джуліан Енрікес (BRA)                                                                                  |
| Особистий рейтинг WSB                         | 2     | Хав'єр Сінтрон (PUR) Ашраф Харрубі (MAR)                                                               |
| Особистий рейтинг AIBA                        | 2     | Михайло Алоян (RUS) Еліас Еміхдіо (MEX)                                                                |
| Чемпіонат світу з боксу 2015                  | 2     | Ельвін Мамішзаде (AZE) Йосвані Вейтія (CUB)                                                            |
| Африканський кваліфікаційний турнір           | 3     | Мохамед Фліссі (ALG) Рональд Серуго (UGA) Мороке Мокхото (LES)                                         |
| Американський кваліфікаційний турнір          | 2     | Фернандо Мартінес (ARG) Леонель де лос Сантос (DOM)                                                    |
| Азійський і океанський кваліфікаційний турнір | 3     | Ху Цзяньгуань (CHN) Шахобідін Зоїров (UZB) Олжас Саттибаєв (KAZ)                                       |
| Європейський кваліфікаційний турнір           | 3     | Мухаммад Алі (GBR) Нарек Абгарян (ARM) Брендан Ірвайн (IRL)                                            |
| Світовий кваліфікаційний турнір AIBA 2016     | 5     | Сельчук Екер (TUR) Даніель Асенов (BUL) Антоніо Варгас (USA) Харгуугийн Енх-Амар (MGL) Елі Конкі (FRA) |
| Олімпійська кваліфікація APB і WSB 2016       | 3     | Йоель Фіноль (VEN) Хамза Тоуба (GER) Сейбер Авіла (COL)                                                |
| Загалом                                       | 26    | |

### Легша вага (56 кг)
| Змагання                                      | Місце | Боксери, що кваліфікувались                                                                                      |
| --------------------------------------------- | ----- | --- |
| Команда-господарка                            | 1     | Робенілсон де Хесус (BRA)                                                                                        |
| Особистий рейтинг WSB                         | 2     | Володимир Нікітін (RUS) Мохамед Хамут (MAR)                                                                      |
| Особистий рейтинг AIBA                        | 2     | Чжан Цзявей (CHN) Хам Сам Мьон (KOR)                                                                             |
| Чемпіонат світу з боксу 2015                  | 3     | Майкл Конлен (IRL) Муроджон Ахмадалієв (UZB) Дмитро Асанов (BLR)                                                 |
| Африканський кваліфікаційний турнір           | 3     | Інкулулеко Сунтеле (LES) Білел Мхамді (TUN) Абдул Омар (GHA)                                                     |
| Американський кваліфікаційний турнір          | 2     | Альберто Меліан (ARG) Шакур Стівенсон (USA)                                                                      |
| Азійський і океанський кваліфікаційний турнір | 3     | Шива Тапа (IND) Чхатчхаї Бутді (THA) Кайрат Єралієв (KAZ)                                                        |
| Європейський кваліфікаційний турнір           | 3     | Каїс Ашфак (GBR) Джавід Челебієв (AZE) Арам Авагян (ARM)                                                         |
| Світовий кваліфікаційний турнір AIBA 2016     | 5     | Микола Буценко (UKR) Робейсі Рамірес (CUB) Ерденебатин Цендбаатар (MGL) Арасі Морісака (JPN) Фахем Хаммаші (ALG) |
| Олімпійська кваліфікація APB і WSB 2016       | 3     | Бенсон Н'янгіру (KEN) Ектор Гарсія (DOM) Віктор Родрігес (VEN)                                                   |
| Запрошення тристоронньої комісії              | 1     | Бое Варавара (VAN)                                                                                               |
| Загалом                                       | 28    | |

### Легка вага (60 кг)
| Змагання                                      | Місце | Боксери, що кваліфікувались                                                                   |
| --------------------------------------------- | ----- | --------------------------------------------------------------------------------------------- |
| Особистий рейтинг WSB                         | 2     | Адлан Абдурашидов (RUS) Карлос Бальдерас (USA)                                                |
| Особистий рейтинг AIBA                        | 2     | Берік Абдрахманов (KAZ) Хуршид Таджибаєв (UZB)                                                |
| Чемпіонат світу з боксу 2015                  | 3     | Лазаро Альварес (CUB) Альберт Селімов (AZE) Робсон Консейсан (BRA)                            |
| Африканський кваліфікаційний турнір           | 3     | Реда Бенбазіз (ALG) Махмуд Абделааль (EGY) Андріке Аллісоп (SEY)                              |
| Американський кваліфікаційний турнір          | 3     | Луїс Кабрера (VEN) Теофімо Лопес (HON) Ігнасіо Перрін (ARG)                                   |
| Азійський і океанський кваліфікаційний турнір | 3     | Доржнямбуугийн Отгондалай (MGL) Чарлі Суарес (PHI) Дайсуке Нарімацу (JPN)                     |
| Європейський кваліфікаційний турнір           | 3     | Соф'ян Уміа (FRA) Джозеф Кордіна (GBR) Девід Джойс (IRL)                                      |
| Світовий кваліфікаційний турнір AIBA 2016     | 5     | Шань Цзюнь (CHN) Анвар Юнусов (TJK) Енріко Лакрус (NED) Лай Чжуньен (TPE) Хакан Ершекер (QAT) |
| Олімпійська кваліфікація APB і WSB            | 3     | Ліндольфо Дельгадо (MEX) Амнат Руенроенг (THA) Карміне Томмасоне (ITA)                        |
| Запрошення тристоронньої комісії              | 1     | Тадіус Катуа (PNG)                                                                            |
| Загалом                                       | 28    |                                                                                               |

### Перша напівсередня вага (64 кг)
| Змагання                                      | Місце | Боксери, що кваліфікувались                                                                                  |
| --------------------------------------------- | ----- | --- |
| Команда-господарка                            | 1     | Джоедісон Тейшейра (BRA)                                                                                     |
| Особистий рейтинг WSB                         | 2     | Яснієр Толедо (CUB) Рауль Куріель Гарсія (MEX)                                                               |
| Особистий рейтинг AIBA                        | 2     | Артем Арутюнян (GER) Абделькадер Шаді (ALG)                                                                  |
| Чемпіонат світу з боксу 2015                  | 3     | Віталій Дунайцев (RUS) Фазліддін Гаїбназаров (UZB) Вуттічай Масук (THA)                                      |
| Африканський кваліфікаційний турнір           | 3     | Хамза Ель-Барбарі (MAR) Джонас Джуніус (NAM) Махаман Смайла (CMR) Дівал Малонга (CGO)                        |
| Американський кваліфікаційний турнір          | 2     | Артур Біярсланов (CAN) Луїс Аркон (VEN)                                                                      |
| Азійський і океанський кваліфікаційний турнір | 3     | Абилайхан Жуссупов (KAZ) Баатарсухийн Чинзоріг (MGL) Ху Цяньсюнь (CHN)                                       |
| Європейський кваліфікаційний турнір           | 3     | Лоренсо Сотомайор (AZE) Евальдас Петраускас (LTU) Батухан Гозгеч (TUR)                                       |
| Світовий кваліфікаційний турнір AIBA 2016     | 5     | Річардсон Хітчінс (HAI) Гері Антуан Расселл (USA) Пет Маккормак (GBR) Манодж Кумар (IND) Хассан Амзіле (FRA) |
| Олімпійська кваліфікація APB і WSB 2016       | 3     | Туласі Тарумалінгам (QAT) Ованнес Бачков (ARM) Володимир Матвійчук (UKR)                                     |
| Запрошення тристоронньої комісії              | 1     | Обада Аль-Касбе (JOR)                                                                                        |
| Загалом                                       | 28    | |

### Напівсередня вага (69 кг)
| Змагання                                      | Місце | Боксери, що кваліфікувались                                                                         |
| --------------------------------------------- | ----- | --------------------------------------------------------------------------------------------------- |
| Особистий рейтинг WSB                         | 2     | Парвіз Багіров (AZE) Стівен Доннеллі (IRL)                                                          |
| Особистий рейтинг AIBA                        | 2     | Онур Шипаль (TUR) Андрій Замковий (RUS)                                                             |
| Чемпіонат світу з боксу 2015                  | 3     | Мохаммед Рабії (MAR) Даніяр Єлеусінов (KAZ) Лю Вей (CHN)                                            |
| Африканський кваліфікаційний турнір           | 3     | Райтон Оквірі (KEN) Валід Мохамед (EGY) Зохір Кедаше (ALG)                                          |
| Американський кваліфікаційний турнір          | 3     | Роніель Іглесіас (CUB) Габріель Маестре (VEN) Альберто Пальметта (ARG)                              |
| Азійський і океанський кваліфікаційний турнір | 3     | Шахрам Гіясов (UZB) Саїлом Аді (THA) Біямбин Тувшинбат (MGL)                                        |
| Європейський кваліфікаційний турнір           | 3     | Еймантас Станіоніс (LTU) Вінченцо Манджакапре (ITA) Володимир Маргарян (ARM)                        |
| Світовий кваліфікаційний турнір AIBA 2016     | 5     | Балаж Бачкаї (HUN) Павло Костромін (BLR) Сулейман Сіссоко (FRA) Джош Келлі (GBR) Сімеон Чамов (BUL) |
| Олімпійська кваліфікація APB і WSB 2016       | 3     | Хуан Пабло Ромеро (MEX) Араджик Марутян (GER) Юба Сіссохо (ESP)                                     |
| Запрошення тристоронньої комісії              | 1     | Вінстон Гілл (FIJ)                                                                                  |
| Загалом                                       | 28    | |

### Середня вага (75 кг)
| Змагання                                      | Місце | Боксери, що кваліфікувались                                                                                       |
| --------------------------------------------- | ----- | --- |
| Особистий рейтинг WSB                         | 2     | Томаш Яблонський (POL) Ільяс Аббаді (ALG)                                                                         |
| Особистий рейтинг AIBA                        | 2     | Артем Чеботарьов (RUS) Дмитро Митрофанов (UKR)                                                                    |
| Чемпіонат світу з боксу 2015                  | 3     | Арлен Лопес (CUB) Бектемір Мелікузієв (UZB) Хосам Абдін (EGY)                                                     |
| Африканський кваліфікаційний турнір           | 3     | Вілфрід Нтсенге (CMR) Мервен Клер (MRI) Саїд Харнуф (MAR) Анауель Мпі Нгаміссенгуе (CGO)                          |
| Американський кваліфікаційний турнір          | 3     | Місаель Родрігес (MEX) Чарльз Конвелл (USA) Хорхе Вівас (COL)                                                     |
| Азійський і океанський кваліфікаційний турнір | 3     | Жанібек Алімханули (KAZ) Чжао Мінган (CHN) Деніел Льюїс (AUS)                                                     |
| Європейський кваліфікаційний турнір           | 3     | Крістіан Мбіллі Ассомо (FRA) Золтан Харча (HUN) Ентоні Фавлер (GBR)                                               |
| Світовий кваліфікаційний турнір AIBA 2016     | 5     | Майкл О'Райлі (IRL) Вахід Абдул-Ріда (IRQ) Арсланбек Ачілов (TKM) Вікас Крішан Ядав (IND) Камран Шахсуварлі (AZE) |
| Олімпійська кваліфікація APB і WSB 2016       | 3     | Марло Дельгадо (ECU) Ендрі Хосе Пінто (VEN) Ондер Шипал (TUR)                                                     |
| Запрошення тристоронньої комісії              | 1     | Бенні Музійо (ZAM)                                                                                                |
| Загалом                                       | 28    | |

### Напівважка вага (81 кг)
| Змагання                                      | Місце | Боксери, що кваліфікувались                                                                             |
| --------------------------------------------- | ----- | --- |
| Команда-господарка                            | 1     | Мішел Борхес (BRA)                                                                                      |
| Особистий рейтинг WSB                         | 2     | Валентіно Манфредонія (ITA) Хрвоє Сеп (CRO)                                                             |
| Особистий рейтинг AIBA                        | 2     | Ехсан Рузбахані (IRI) Матьє Бодерлік (FRA)                                                              |
| Чемпіонат світу з боксу 2015                  | 2     | Хуліо Сезар Ла Круз (CUB) Джо Ворд (IRL)                                                                |
| Африканський кваліфікаційний турнір           | 3     | Абдельхафід Беншабла (ALG) Абдельрахман Салах (EGY) Кеннеді Катенде (UGA)                               |
| Американський кваліфікаційний турнір          | 2     | Альберт Рамірес (VEN) Карлос Андрес Міна (ECU)                                                          |
| Азійський і океанський кваліфікаційний турнір | 3     | Адільбек Ніязимбетов (KAZ) Ельшод Расулов (UZB) Еркін Адилбек Уулу (KGZ)                                |
| Європейський кваліфікаційний турнір           | 3     | Петер Мюлленберг (NED) Джошуа Буатсі (GBR) Мехмет Унал (TUR)                                            |
| Світовий кваліфікаційний турнір AIBA 2016     | 5     | Петро Хамуков (RUS) Теймур Маммадов (AZE) Михайло Долголевець (BLR) Серж Міхел (GER) Хассан Саада (MAR) |
| Олімпійська кваліфікація APB і WSB 2016       | 3     | Хуан Карлос Каррільйо (COL) Хассан Н'дам Н'Жикам (CMR) Денис Солоненко (UKR)                            |
| Загалом                                       | 26    | |

### Важка вага (91 кг)
| Змагання                                      | Місце | Боксери, що кваліфікувались                                             |
| --------------------------------------------- | ----- | ----------------------------------------------------------------------- |
| Особистий рейтинг WSB                         | 1     | Василь Левіт (KAZ)                                                      |
| Особистий рейтинг AIBA                        | 2     | Клементе Руссо (ITA) Давід Граф (GER)                                   |
| Чемпіонат світу з боксу 2015                  | 1     | Євген Тищенко (RUS)                                                     |
| Африканський кваліфікаційний турнір           | 3     | Кеннеді Сен-П'єрр (MRI) Шуаїб Булудінат (ALG) Хассен Шактамі (TUN)      |
| Американський кваліфікаційний турнір          | 3     | Ерісланді Савон (CUB) Яміль Перальта (ARG) Жуан Ногейра (BRA)           |
| Азійський і океанський кваліфікаційний турнір | 3     | Рустам Тулаганов (UZB) Юй Фенкай (CHN) Джейсон Вотлі (AUS)              |
| Європейський кваліфікаційний турнір           | 3     | Ловренс Околі (GBR) Поль Омба-Біонголо (FRA) Абдулкадір Абдуллаєв (AZE) |
| Світовий кваліфікаційний турнір AIBA 2016     | 1     | Ігор Якубовський (POL)                                                  |
| Олімпійська кваліфікація APB і WSB 2016       | 1     | Хуліо Сезар Кастільйо (ECU)                                             |
| Загалом                                       | 18    |                                                                         |

### Надважка вага (+91 кг)
| Змагання                                      | Місце | Боксери, що кваліфікувались                                             |
| --------------------------------------------- | ----- | ----------------------------------------------------------------------- |
| Особистий рейтинг WSB                         | 1     | Філіп Хргович (CRO)                                                     |
| Особистий рейтинг AIBA                        | 2     | Ерік Пфайфер (GER) Міхай Ністор (ROU)                                   |
| Чемпіонат світу з боксу 2015                  | 1     | Тоні Йока (FRA)                                                         |
| Африканський кваліфікаційний турнір           | 3     | Мохамед Арджауї (MAR) Ефе Аджагба (NGR) Девілсон Мораїш (CPV)           |
| Американський кваліфікаційний турнір          | 3     | Найджел Пол (TRI) Леньєр Перо (CUB) Клейтон Лорент (ISV)                |
| Азійський і океанський кваліфікаційний турнір | 3     | Іван Дичко (KAZ) Баходір Джалолов (UZB) Хуссейн Ішаїш (JOR)             |
| Європейський кваліфікаційний турнір           | 3     | Джозеф Джойс (GBR) Магомедрасул Маджидов (AZE) Алі Ерен Демірезен (TUR) |
| Світовий кваліфікаційний турнір AIBA 2016     | 1     | Гвідо Віанелло (ITA)                                                    |
| Олімпійська кваліфікація APB і WSB 2016       | 1     | Едгар Муньйос (VEN)                                                     |
| Загалом                                       | 18    |                                                                         |

## Жінки
Олімпійська кваліфікаційна система за континентом і ваговою категорією.
| Вага    | ЧС 2016 | Континентальні кваліфікаційні турніри | Континентальні кваліфікаційні турніри | Континентальні кваліфікаційні турніри | Континентальні кваліфікаційні турніри | Країна- господарка | TCI Місце | Загальна квота |
| Вага    | ЧС 2016 | Африка                                | Америка                               | Аз & Ок                               | Європа                                | Країна- господарка | TCI Місце | Загальна квота |
| ------- | ------- | ------------------------------------- | ------------------------------------- | ------------------------------------- | ------------------------------------- | ------------------ | --------- | -------------- |
| 51 кг   | 4       | 1                                     | 2                                     | 2                                     | 2                                     | 0                  | 1         | 12             |
| 60 кг   | 4       | 1                                     | 1*                                    | 2                                     | 2                                     | 1                  | 1         | 12             |
| 75 кг   | 4       | 1                                     | 2                                     | 2                                     | 2                                     | 0                  | 1         | 12             |
| Загалом | 12      | 3                                     | 5*                                    | 6                                     | 6                                     | 1                  | 3         | 36             |

* Кількість квот для Америки враховує забрану квоту для країни-господарки.

### Найлегша вага (51 кг)
| Змагання                                      | Місце | Боксери, що кваліфікувались                                                         |
| --------------------------------------------- | ----- | ----------------------------------------------------------------------------------- |
| Чемпіонат світу 2016                          | 4     | Сара Урамуне (FRA) Жайна Шекербекова (KAZ) Пімвілай Лаопім (THA) Нікола Адамс (GBR) |
| Африканський кваліфікаційний турнір           | 1     | Зохра Ез-Захрауї (MAR)                                                              |
| Американський кваліфікаційний турнір          | 2     | Менді Буджольд (CAN) Інгріт Валенсія (COL)                                          |
| Азійський і океанський кваліфікаційний турнір | 2     | Жень Цаньцань (CHN) Йодгорой Мірзаєва (UZB)                                         |
| Європейський кваліфікаційний турнір           | 2     | Станіміра Петрова (BUL) Тетяна Коб (UKR)                                            |
| Запрошення тристоронньої комісії              | 1     | Юдіт Мбуньяде (CAF)                                                                 |
| Загалом                                       | 12    |                                                                                     |

### Легка вага (60 кг)
| Змагання                                      | Місце | Боксери, що кваліфікувались                                                         |
| --------------------------------------------- | ----- | ----------------------------------------------------------------------------------- |
| Команда-господарка                            | 1     | Адріана Араужо (BRA)                                                                |
| Чемпіонат світу 2016                          | 4     | Кеті Тейлор (IRL) Естель Мосселі (FRA) Міра Потконен (FIN) Анастасія Бєлякова (RUS) |
| Африканський кваліфікаційний турнір           | 1     | Хаснаа Лашгар (MAR)                                                                 |
| Американський кваліфікаційний турнір          | 1     | Мікаела Майєр (USA)                                                                 |
| Азійський і океанський кваліфікаційний турнір | 2     | Їнь Цзюньхуа (CHN) Шеллі Ваттс (AUS)                                                |
| Європейський кваліфікаційний турнір           | 2     | Яна Сидор (AZE) Ірма Теста (ITA)                                                    |
| Запрошення тристоронньої комісії              | 1     | Дженніфер Ченг (FSM)                                                                |
| Загалом                                       | 12    |                                                                                     |

### Середня вага (75 кг)
| Змагання                                      | Місце | Боксери, що кваліфікувались                                                         |
| --------------------------------------------- | ----- | ----------------------------------------------------------------------------------- |
| Чемпіонат світу 2016                          | 4     | Кларесса Шилдс (USA) Чжень Нінцзінь (TPE) Саванна Маршалл (GBR) Нушка Фонтейн (NED) |
| Африканський кваліфікаційний турнір           | 1     | Хадіжа Ель-Марді (MAR)                                                              |
| Американський кваліфікаційний турнір          | 2     | Аріан Фортін (CAN) Андрея Бандейра (BRA)                                            |
| Азійський і океанський кваліфікаційний турнір | 2     | Лі Цянь (CHN) Даріга Шакімова (KAZ)                                                 |
| Європейський кваліфікаційний турнір           | 2     | Анна Лаурелл Неш (SWE) Ярослава Якушина (RUS)                                       |
| Запрошення тристоронньої комісії              | 1     | Атейна Білон (PAN)                                                                  |
| Загалом                                       | 12    |                                                                                     |